# Mayorella kuwaitensis
Mayorella kuwaitensis is een soort in de taxonomische indeling van de Amoebozoa. Deze micro-organismen hebben geen vaste vorm en hebben schijnvoetjes. Met deze schijnvoetjes kunnen ze voortbewegen en zich voeden. Het organisme komt uit het geslacht Mayorella en behoort tot de familie Paramoebidae. Mayorella kuwaitensis werd in 1982 ontdekt door Page.